# Landauer Kapelle
Die Landauer Kapelle liegt als Flurkapelle auf dem Kallenberg, nordwestlich von Herxheim bei Landau/Pfalz. Sie wird im Volksmund auch als Loretokapelle, Römerkapelle oder Schmiedskapelle bezeichnet. Als Kulturdenkmal hat sie durch ihre Wandmalereien, die dem 16. und 17. Jahrhundert zugeordnet werden, landesweite Bedeutung. Sie wird gelegentlich für Gottesdienste und Taufen genutzt.

## Stiftung
Die Bezeichnungen Loretokapelle, Römerkapelle und Schmiedkapelle gehen auf ihren Stifter zurück, den Schmied Johann Georg Römer. Er war an Rheuma oder Gicht erkrankt und hatte sich von seinen Gesellen auf einer Trage zum italienischen Wallfahrtsort Loreto (Marken) bringen lassen. Der Überlieferung nach gelobte er vor dem Gnadenbild der Gottesmutter, die zerstörte Kapelle am Landauer Weg zu ihren Ehren wieder aufzubauen, wenn er von seinen Leiden erlöst würde. Gesund und mit neuem Lebensmut kehrte er zurück und löste sein Versprechen ein, indem er die Kapelle im Jahr 1661 wieder in Stand setzte.

## Bauwerk
Die Kapelle ist ein gedrungener Bau mit Walmdach, Glockentürmchen und einem Vordach, das sich auf zwei gemauerte Pfeiler stützt (Maße ca. 7,50 m × 5,30 m). Der Bau wurde aus Bruchsteinen aus gelbem Sandstein errichtet und ist nun weiß verputzt. Aufgrund der Jahreszahlen im rechten Türpfeiler (1508) und im Türsturz (1661) sowie der Verbindung mit der Stiftung durch Johann Georg Römer wird sie dem frühen 16. Jahrhundert und der zweiten Hälfte des 17. Jahrhunderts zugeordnet. Die Kapelle von 1508 erlitt wohl im Dreißigjährigen Krieg größere Zerstörungen, was der Grund für das Gelübde von Johann Georg Römer war, sie wieder aufzubauen.
Weitere Zerstörungen fanden durch einen Artillerietreffer im März 1945 statt, der Schäden an der südlichen Westwand und im Innenraum verursachte. Die bei der Entfernung des Außenputzes 2024 dort sichtbaren Ziegel könnten bei der Behebung der Schäden verwendet worden sein. Im Jahr 1951 wurden der Spätgotik und dem Barock zugeschriebene Wandmalereien (Secco-Technik) freigelegt und 1979 durch Otto Schultz gesichert. Der Befund durch die Wandmalereien, die dem frühen 16. Jahrhundert zugeschrieben werden, legt nahe, dass zumindest der nordöstliche Teil der Apsis, die Nordwand, Teile der Westwand und die Südwand noch vollständig erhalten waren, als sich Johann Georg Römer anschickte, sein Gelübde umzusetzen. Im Zusammenhang mit der Sicherung der Wandmalereien 1979/1980 wurden auch grundlegende Sanierungsarbeiten an der Bausubstanz (Fundament, Fußboden, Holzdecke, Dach) durchgeführt. Im Frühjahr 2024 wurde der Dachstuhl erneuert und das Dach neu eingedeckt. Weitere Sicherungsarbeiten sind geplant.

## Ausstattung
Die kulturhistorische Bedeutung der Kapelle beruht auf den Wandmalereien (Secco-Technik), die 1951 von Otto Schultz entdeckt und von Ernst Pfau freigelegt wurden. Sie wurden nach der Entdeckung durch Dr. Wolfgang Medding, Mitarbeiter des Landesdenkmalamtes, dem frühen 16. Jahrhundert und dem späten 17. Jahrhundert zugeordnet. Bestätigt wurde diese Zuordnung durch Farbanalysen und Vergleiche durch Otto Schultz 1980.
Die Wandmalereien, die dem 16. Jahrhundert zugeschrieben werden und Christus mit den Aposteln darstellen, befinden sich auf der nordöstlichen Seite der Apsis (Christus mit Beschriftung Salvator Mundi, Petrus und ein nicht identifizierbarer Apostel), der Nordwand (Andreas, Jakobus der Ältere, ein nicht identifizierbarer Apostel, Jakobus der Jüngere  und Philippus), der Westwand (Thomas mit Lanze und Beschriftung ST. THOMAS) und der Südwand (die ersten beiden Apostel sind nicht identifizierbar,  bei dem dritten ist ein Schwert erkennbar, bei dem vierten eine Keule).
Die dem 17. Jahrhundert zugeschriebenen Malereien befinden sich auf der südöstlichen Apsiswand und stellen eine Kreuzigungsgruppe mit insgesamt neun Figuren dar. Unter dem Kreuz befindet sich eine Figur, die nur umrisshaft erkennbar ist. Auf der rechten Seite des Kreuzes sind fünf weibliche Figuren teilweise mit Rosenkranz in den Händen mit den Beschriftungen Maria, Katharina und Margret abgebildet. Auf der linken Seite des Kreuzes sind drei wohl männliche Figuren abgebildet. Auf dieser Seite befindet sich auch die Stifterwidmung (gotischen Druckbuchstaben in Fraktur), die auf Johann Georg Römer verweist. Wolfgang Medding hat folgende Lesart 1951 genannt: Hanß Jörg Römer und seine Hausfrau hapen zu Ehren Gottes und Maria der Mutter. Dem folgten weder Dudenhöffer noch Rieder vollständig, da sie auf und seine Hausfrau verzichteten. Heute ist kein Text mehr erkennbar, der die Lesart  und seine Hausfrau belegen könnte. Als Lesart wird hier vorgeschlagen:  hansz Jörg Römer h[at] [d]iese / capell zu ehren gott[??] [vnd] / maria der mutter […] / gestift [???] [???] / Psalm 2[7?]
Auf die östlichen Apsiswand ist ein Text geschrieben, der auf die Aufdeckung und Sicherung der Fresken 1951 und 1979 verweist: Im Jahr 1952 / vom Denkmalamt Dr. Med[???] / unter Pfarrherr Max Veitl / die alten Fresken aufgedeckt / Im Jahre 1979 konserviert. Daneben ist ein männlicher Oberkörper abgebildet, bei dem es sich laut der  Beschriftung mit gotischen Druckbuchstaben in Fraktur um NICOLAVS TRITTHEIMIUS / ZU DER ZEIT PFARRHERR ZV HERX / HEIM handelt. Stilistisch ähnelt die Darstellung der Kreuzigungsgruppe. Ein Nikolaus Trittheimius ist allerdings in den 60er Jahren des 17. Jahrhunderts in Herxheim als Pfarrherr nicht nachweisbar.
Im Frühjahr 2024 wurden der die Wandmalereien in der Apsis verdeckende Barockaltar, der die Fresken in der Apsis verdeckte, und eine Madonna mit Kind als vollplastische Steinfigur entfernt. Der ursprüngliche, einfach gemauerte Steinaltar ist nun wieder sichtbar.